# Chañaral
Chañaral är en stad vid kusten i norra Chile och grundades officiellt den 26 oktober 1833. Staden ligger i regionen Atacama där huvudstaden är Copiapó som ligger ungefär 167 kilometer från Chañaral. I staden bor det ungefär 13 000 invånare.